# Anatole Novak
Anatole Novak (La Mure, 12 de febrero de 1937 - Pierre-Châtel, 5 de enero de 2022) fue un ciclista francés, profesional (1956-1972), cuyos mayores éxitos deportivos los logró en el Tour de Francia y en la Vuelta a España pruebas en las que obtuvo sendas victorias de etapa.

## Palmarés
| 1960 - 1 etapa en la Dauphiné Libéré - 1 etapa en el Tour de l'Aude 1961 - 1 etapa en el Tour de Francia - Critºrium de Rium 1962 - Gap 1963 - 1 etapa en el Tour de l'Oise 1964 - 1 etapa en la París-Niza - Ambert | 1965 - Tour de l'Hérault 1966 - 1 etapa en la Volta a Cataluña - París-Luxemburgo - Saint-Vallier 1967 - Boucles de Seine Saint-Denis 1969 - Toury 1970 - 1 etapa en la Vuelta a España |

### Resultados en el Tour de Francia
- 1961. Abandonó en la 10.ª etapa. 1 etapa
- 1962. 76.º de la clasificación general
- 1963. 59.º de la clasificación general
- 1964. 81.º de la clasificación general
- 1965. 66.º de la clasificación general
- 1966. Abandonó en la 16.ª etapa
- 1967. Abandonó en la 8.ª etapa
- 1968. 50.º de la clasificación general
- 1969. Abandonó en la 6.ª etapa
- 1970. Abandonó en la 10.ª etapa

### Resultados en la Vuelta a España
- 1963. 19.º de la clasificación general
- 1968. 49.º de la clasificación general
- 1970. 55.º de la clasificación general. 1 etapa

### Resultados en el Giro de Italia
- 1964. 63.º de la clasificación general
- 1966. 70.º de la clasificación general